# مقدونیان باستان
مقدونیان مردمانی بودند که در روزگار باستان در شمال خاوری شبه‌جزیره یونان میان دو رود آلیاکمون و واردار می‌زیستند. آنان دارای چندین قبیله بودند. پادشاهی مقدونی از اتحاد میان آنان و دودمان آرژئاد پدید آمد. اسکندر مقدونی از میان آنان برخاست.
اینکه مقدونیان با یونانی‌ها خویشاوندی نژادی داشتند یا نه به درستی دانسته نیست، ولی در سدهٔ چهارم پیش از میلاد دیگر اینان به‌طور کامل فرهنگ یونانی را پذیرفته‌بودند. مقدونیان تا پیش از پذیرش زبان یونانی به زبان مقدونی باستان که از زبان‌های هندواروپایی بوده سخن می‌گفته‌اند.